# Radogoszcz (obóz przejściowy)

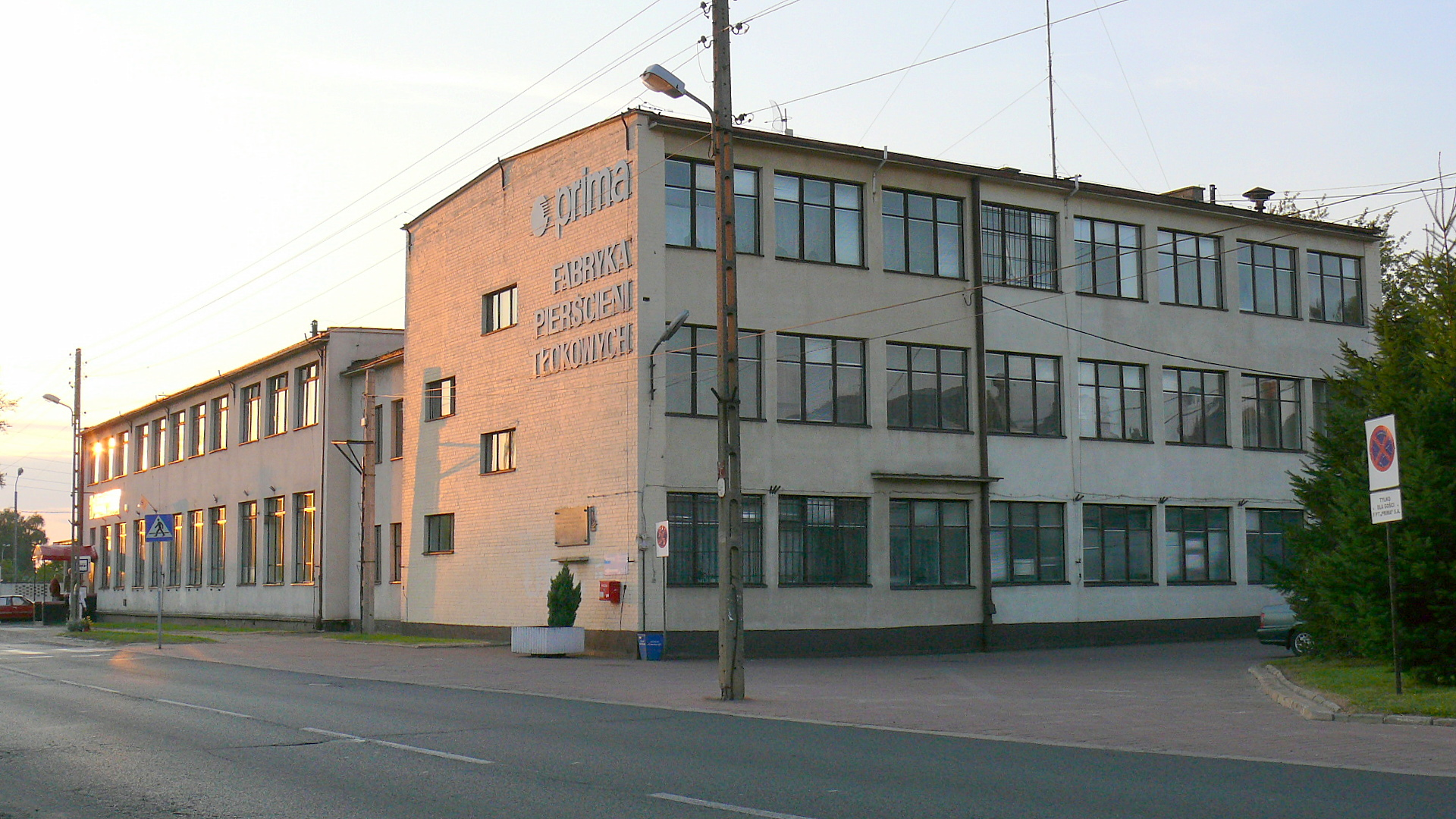
Była fabryka M. Glazera, dziś Fabryka Pierścieni Tłokowych „Prima”, widok współczesny; na ścianie budynku frontowego tablica upamiętniająca hitlerowski obóz przejściowy

Obóz przejściowy w fabryce Michała Glazera – obóz przy ul. Krakowskiej 55 (dziś Liściasta 17) w Łodzi, utworzony przez łódzkie Gestapo ok. 9 listopada 1939 r. dla realizacji akcji represyjnej przeciwko inteligencji Łodzi i województwa łódzkiego, pod nazwą Intelligenzaktion Litzmannstadt (odpowiednik krakowskiej akcji AB).

## Historia
Obóz przejściowy w fabryce i cegielni Michała Glazera powstał ad hoc, dla realizacji dużej akcji represyjnej łódzkiego Gestapo przeciwko inteligencji Łodzi i okręgu łódzkiego – w ramach „Inteligenzaktion” – Aktion „I”, znanej na terenie Generalnego Gubernatorstwa pod nazwą Akcji AB.
Obóz rozpoczął działalność 9 lub 10 listopada 1939 roku. Czas akcji wybrano tak, aby sterroryzować Łódź i okręg łódzki w dniu święta państwowego Polski. Również w ramach tej akcji 11 listopada Niemcy spalili wszystkie łódzkie synagogi i powiesili na Bałuckim Rynku, na przenośnej szubienicy, ciała trzech mężczyzn, uprzednio powieszonych w więzieniu przy ul. M. Kopernika 36, oraz zburzyli pomnik T. Kościuszki na pl. Wolności.
Obóz został zorganizowany przez łódzkie Gestapo, ale wachmanami w nim byli łódzcy Volksdeutsche oraz „starsi policjanci z Reichu”, jak to określił w swoich opublikowanych po wojnie wspomnieniach jeden z byłych więźniów – Stanisław Rapalski.
Dzieje tego obozu dzielą się na trzy okresy:
1. od uruchomienia do ok. 7 grudnia 1939 r., kiedy to w obozie pojawił się po raz ostatni samochód ciężarowy po kolejną grupę więźniów, których po „rozprawie” na Gestapo rozstrzeliwano w lesie lućmierskim
2. od 8 grudnia do 5 stycznia 1940 r., czyli do likwidacji obozu na terenie fabryki M. Glazera
3. 6 stycznia 1940 do 30 czerwca 1940 r., kiedy to obóz współistniał z obozem przesiedleńczym w pobliskiej fabryce S. Abbego.

Na bazie tego obozu, 1 lipca 1940 r., powstało w pobliżu, u zbiegu obecnych ulic Zgierskiej i gen. J. Sowińskiego, w fabryce Samuela Abbego, „Rozszerzone Więzienie Policyjne”, którego komendantem został mianowany por. policji Walter Pelzhausen i do którego więźniowie obozu w fabryce Glazera byli przepędzani partiami począwszy od 7 grudnia 1939 r.. Ostatnia grupa znalazła się w fabryce Abbego 5 stycznia 1940 roku. Do końca czerwca 1940 r. wielu z nich zostało zwolnionych, m.in. w końcu stycznia grupa 50 księży, którym zakazano powrotu do swoich parafii. Większość podporządkowała się temu rozkazowi. Stanisław Rapalski został zwolniony 31 stycznia.
W trakcie likwidacji obozu nieustaloną liczbę, przede wszystkim kobiet oraz w mniejszej części mężczyzn, włączono do transportów przesiedleńczych, z którymi trafili na teren Generalnego Gubernatorstwa, na przykład do Krakowa.
Po usunięciu z tego miejsca Polaków pozostała w nim bliżej nieokreślona liczba Żydów. Najprawdopodobniej byli oni tu przetrzymywani maksymalnie do czasu definitywnego odizolowania od reszty miasta łódzkiego getta 30 kwietnia 1940 r., do którego zostali wywiezieni.
Nie zostało ustalone co mieściło się w zabudowaniach fabrycznych fabryki M. Glazera po likwidacji obozu oraz po usunięciu stąd ostatnich Żydów. Na pewno w 1944 r. i do końca okupacji niemieckiej w Łodzi funkcjonował tu magazyn wyposażenia żołnierskiego. Gdy mieszkańcy Łodzi weszli do niej po zakończeniu okupacji znaleźli w jednej z sal kilkadziesiąt skrzyń z bagnetami w pochwach, a w innej tysiące nart wojskowych. Wszystkie te rzeczy zostały w krótkim czasie rozszabrowane przez mieszkańców Łodzi i okolicy. Narty te, od miejsca szabru, przez wiele lat określano w Łodzi mianem „glazerówek”. Nieliczne ich egzemplarze zachowały się do dziś w rękach prywatnych, w tym tylko jedna para w Muzeum Tradycji Niepodległościowych w Łodzi (sygn. M – 4570).

## Więźniowie
Nie jest znana pełna lista osób więzionych w obozie. Zachowały się tylko pojedyncze dokumenty. Jedynym źródłem informacji jest „Aneks. Lista więźniów Radogoszcza (niepełna)” – do drugiego i trzeciego wydania wspomnień Stanisława Rapalskiego. Są na niej nazwiska głównie przedstawicieli polskiej oraz żydowskiej inteligencji – m.in. z Łodzi, Wielunia, Łasku – działacze społeczni, przemysłowcy, osoby związane z aparatem państwowym II Rzeczypospolitej, dziennikarze, księża, szlachta, członkowie organizacji patriotycznych, weterani powstań z okresu wojen o granice 1919–1920, duża liczba członków Związku Zachodniego.
Szacuje się, że przez obóz przeszło około 2000 osób, kobiet i mężczyzn. Bezpośrednio na miejscu zginęło 20–25, zadręczonych przez wachmanów, bądź zmarłych z powodu trudnych warunków bytowania.
Jednymi z pierwszych więźniów było 31 członków 1. Żydowskiej Rady Starszych powołanych do niej przymusowo 5 listopada 1939 r. na polecenie Niemców przez wyznaczonego w tym samym dniu Przełożonego Starszeństwa Żydów w Łodzi – Chaima Rumkowskiego. Byli to: Abram Ajzner, Henryk Akawie, Edward Babiacki (właściciel fabryki wyrobów jedwabnych przy ul. Karolewskiej 62), Markus Bender, A. Damm, Szmul Faust, Artur Frankfurt, Pinechas Gierszowski, W. Glass, Stanisław Glatter (adwokat), Jakub Gutman, Dawid Helman, Jakub Hertz, Mieczysław Hertz, Szmul Hochenberg, Ignacy Jaszuński, Jakub Lando, Jakub Leszczyński, Fiszel Liberman, Leon Mokrski, Chil Majer Pick, Jonas Rozen, Leon Rubin (adwokat), Jakub Schlosser, Dawid Stahl, Robert Switgal, Dawid Warszawski, Zygmunt Warszawski, Izydor Weinstein, Dawid Windeman i Maks Wyszewiański. Zostali oni aresztowani po zebraniu się na pierwsze posiedzenie Rady 11 listopada i od razu osadzeni w obozie radogoskim. Część z nich po jakimś czasie została zwolniona (D. Helman, A. Damm, D. Warszawski, Ch.M. Pick, P. Gierszowski, A. Frankfurt, L. Mokrski, M. Wyszewiański i J. Lando). Natomiast losy pozostałych są nieznane. Istnieje domniemanie, że kilku, być może m.in. E. Babiacki, zostali rozstrzelani w lesie łagiewnickim 6 grudnia 1939, a inni wywiezieni do obozu lub obozów koncentracyjnych w Niemczech i tam ślad po nich zaginął. Mieczysław Hertz również został zwolniony i zmarł w getcie warszawskim.
Wśród więźniów tego obozu była też grupa łodzian niemieckiego pochodzenia, którzy byli tu znani albo jako blisko współpracujący ze społecznością polską, albo o zdecydowanie antynazistowskich przekonaniach. Do tych ostatnich należał redaktor naczelny niemieckojęzycznego, lewicowego i antyfaszystowskiego dziennika „Neue Lodzer Zeitung” – Karl Alexander Hoefig (vel Höfig).
Przez obóz przeszła również bliżej nie ustalona liczba Żydów obojga płci, prawdopodobnie wysiedlonych z domów przy ul. Piotrkowskiej i Nowomiejskiej podczas tzw. „czarnego czwartku” 1939 r. Po zamknięciu łódzkiego getta z ostatnim dniem kwietnia 1940 r. wszyscy zostali tam przeniesieni.
Pośrednimi ofiarami tego obozu są osoby, które zabrano stąd na egzekucje w innych miejscach. Pierwszymi w tej kategorii była 40-osobowa grupa głównie łódzkich nauczycieli, którzy zostali rozstrzelani 12 listopada w lesie łagiewnickim. Również do tej kategorii ofiar należy zaliczyć grupę ok. 500 mężczyzn, „skazanych” przez doraźny „Sąd Specjalny” działający w siedzibie łódzkiego Gestapo przy ul. Anstadta w I połowie grudnia 1939 roku. Byli to znani w Łodzi i okręgu łódzkim działacze polityczni, gospodarczy i społeczni, chociaż w większości przypadków główną ich winą była przynależność lub działalność w Polskim Związku Zachodnim. Podczas tych szybkich „rozpraw” zapadał w zasadzie tylko jeden wyrok: kara śmierci, która była wykonywana natychmiast grupowo w lesie lućmierskim, kilka kilometrów za Zgierzem lub na obszarze poligonu „Brus” (położonego w połowie drogi pomiędzy Łodzią a Konstantynowem Łódzkim). Na początku XXI wieku niektóre groby ofiar tych egzekucji udało się odnaleźć.

### Akcja przeciwko łódzkiej młodzieży (maj 1940)
Do dziejów tego obozu należy też zaliczyć aresztantów z akcji łódzkiego Gestapo przeciwko łódzkiej młodzieży, która miała miejsce w I połowie maja 1940 r. Było to niejako dokończenie akcji z listopada 1939 r. skierowanej przeciwko łódzkiej inteligencji.
Młodych ludzi wyciągano z ich mieszkań, zapewne na podstawie już wcześniej zrobionego rozeznania. Najpierw gromadzono ich w najbliższych komisariatach, a następnie przewożono do budynku banku przy al. T. Kościuszki (dziś Bank PKO). Tu przeprowadzono pierwszą selekcję. Część zwolniono, ale większość przewieziono na Radogoszcz, do fabryki Samuela Abbego. Tu przebywali około tygodnia. Nielicznych udało się uratować, jak np. Józefa Zaborskiego, który był uczniem w zakładzie optycznym przy ul. Piotrkowskiej 33 (wyciągnął go niemiecki właściciel tego zakładu; prawdopodobnie argumentując unikalnością zawodu). Pozostałych wywieziono 17 maja 1940 r. do obozu koncentracyjnego KL Dachau. Wśród nich byli m.in. Włodzimierz Skoczylas (późniejszy polski aktor, gdzie przebywał do końca wojny) oraz Henryk Debich (tu nr 11 934, po wojnie dyrygent), którego rodzina zdołała wyciągnąć z obozu po 1,5 roku pobytu. Po jakimś czasie część z tych aresztowanych wywieziono do obozu koncentracyjnego Mauthausen-Gusen (m.in. dyrektora gimnazjum handlowego w Zgierzu Jakuba Stefana Cezaka i łódzkiego prawnika Piotra Zaborskiego, gdzie obaj zginęli w 1941 roku).
W sumie w akcji tej zatrzymano od 1000 do 1500 młodych ludzi.

### Znani więźniowie
- Edward Dudkiewicz (prezes Zarządu Oddziału Grodzkiego Związku Nauczycielstwa Polskiego (ZNP))
- Zygmunt Fiedler (wiceprezes Izby Przemysłowo-Handlowej w Łodzi)[24]
- Edward From (poeta, dziennikarz)[25]
- Zygmunt Gajewicz (ksiądz – dziekan dekanatu łaskiego, proboszcz kolegiaty w Łasku)
- Mieczysław Hertz (wiceprezes Izby Przemysłowo-Handlowej w Łodzi)
- Karol Hiller (awangardowy malarz z Łodzi)
- Stefan Kulczyński (prezes Polskiego Związku Zawodowego Dziewiarzy)
- Aleksander Margolis (lekarz internista, działacz Bundu)
- Stanisław Rapalski (wiceprezydent Łodzi w latach 1927–1933)
- Jan Ring (prezes oddziału łódzkiego Związku Zachodniego; dyrektor tramwajów miejskich w Łodzi)
- Aleksy Rżewski (pierwszy prezydent Łodzi w niepodległej Polsce, 1919–1923)
- Modest Słoniowski[26] (mjr rez., prezes Związku Oficerów Rezerwy w Łodzi)
- Antoni Szczerkowski (działacz związkowy i socjalistyczny)
- Janusz Szweycer (dziedzic dóbr łaskich)
- Zygmunt Wronowski (ks. prob., dziekan powiatu Brzeziny)
- Senator Tomasz Wasielewski ( polski nauczyciel, działacz Związku Nauczycielstwa Polskiego, senator II Rzeczypospolitej)

Unikatem – w sytuacji, gdy praktycznie nie zachowała się żadna dokumentacja jego funkcjonowania – do dziejów tego obozu jest zestaw 28 rysunków (w formacie ok. 15 × 20 cm.), wykonanych przez więźnia tego obozu, Czesława Molendę, w których sportretował niektórych współwięźniów oraz uwiecznił niektóre sytuacje z pobytu tamże. Zestaw znajduje się w zbiorach Muzeum Miasta Pabianic, pod sygnaturą 314/H/1-28. Część z nich przedstawia również sytuacje po przeniesieniu obozu do fabryki Samuela Abbego. Innymi unikatami są dwa zestawy listów do rodzin b. więźniów: Franciszka Pawlika (nauczyciel, członek Związku Młodzieży Wiejskiej „Wici”, rozstrzelany 24 XI 1939 r. w lasach lućmierskich) i Michała Koźmińskiego (p.o. kierownika Szkoły Powszechnej w Chechle, zwolniony 6 stycznia 1940 r.).

## Komitet Pomocy Więźniom Radogoszcza
W kilkanaście dni po utworzeniu obozu powstał w Łodzi społeczny Komitet Pomocy Więźniom Radogoszcza, pod przewodnictwem łódzkiego przemysłowca Keiserbrechta. Celem jego działalności była pomoc socjalna, przede wszystkim w postaci dostarczanej żywności. Jego członkami byli m.in. Maryla „Lili” Biedermann (późniejsza żona Keiserbrechta). Niemcy nie sprzeciwiali się tej działalności, cedując na niego całkowicie obowiązek wyżywienia więźniów. Natomiast dla więźniów oznaczało to koniec problemów żywnościowych do końca funkcjonowania obozu w tym miejscu, czyli w fabryce M. Glazera.

### Znani członkowie i współpracownicy Komitetu
- Karol Bajer (inżynier)
- Greta Biedermannowa
- Maryla Biedermannówna
- Paweł Biedermann (przemysłowiec)
- Inż. Zygmunt Fiedler
- Gustaw Wilhelm Geyer (przemysłowiec)
- Robert Geyer (przemysłowiec)
- Antoni Idzikowski (profesor)
- ks. Dominik Kaczyński (prałat)
- Eugenia Kaiserbrechtowa
- Ryszard Kaiserbrecht (kierownik biura)
- Wacław Kamiński (inżynier z fabryki Geyera)
- Kordasz (inżynier z fabryki Schaiblera i Grohmanna)
- Antoni Lipiński
- Wanda Lorentzowa
- Zygmunt Lorentz
- Franciszek Moczkowski (inżynier, porucznik, kierownik Oddziału V sztabu Okręgu Łódzkiego ZWZ AK)
- Helena Pawłowska
- Stanisław Pawłowski (adwokat)
- Zygmunt Rau (inżynier, członek ZWZ - AK)
- Antoni Remiszewski
- ks. Kazimierz Tomczak ( biskup – sufragan)
- z Komitetem stale współpracowali: Zofia Herbst, Julia Rosiewiczowa, Tochtermanowa, Wanda Tomaszewska, Janina Gregorowicz-Herbst, Stefania Ordyńska, Rauowa, Zbigniew Wagner, Julian Wołowski, Janina Romanowska[31].

## Załoga obozu
Obóz powstał na potrzeby akcji skierowanej przeciwko łódzkiej inteligencji. Akcję przeprowadziło miejscowe Gestapo i stąd obóz był w jego administracji i pod kontrolą, ale bezpośredni nadzór sprawowali członkowie łódzkiego Selbstschutzu. Stan i nazwiska załogi nie są znane. Na pewno w momencie jego utworzenie komendantem był oficer SS. Nie wiadomo, czy dotrwał na tym stanowisku do czasu przeniesienia obozu do fabryki S. Abbego, ale na pewno w nowym miejscu komendantem obozu był SS-obersturmführer Zygfryd Ehlers, a jego zastępcą SS-obersturmführer Müller vel Mäller. I oni pozostali na tych stanowiskach do końca funkcjonowania obozu, czyli do 30 czerwca 1940 r.
Załogę obozu stanowiła – według byłego więźnia S. Rapalskiego – grupa Volksdeutschów oraz „starszych wiekiem policjantów z Reichu, (...) odziani w czarne szynele z małymi czerwonymi wypustkami na kołnierzu, zapięci pod szyję. Na głowie mieli czarne czapki, miękkie, w kształcie czółenek, również z czerwonymi wypustkami, na nogach buty, czasami kamasze z owijaczami na kostkach”. Niewykluczone, że dowodził nimi bliżej nieznany „Leutnant der Schutzpolizei und Führer des Wachskommandos”. Po wojnie ustalono nazwiska niektórych z nich i wytoczono im procesy: Bronisław Hargeselle vel Hargezele, Oskar Lapp, Artur Frescher, Alfons Mitleiner i Karl-Rinhardt Reichert.
Po przekształceniu obozu w więzienie z dniem 1 lipca 1940 r. odeszli jego dotychczasowi komendanci, natomiast, jak zeznał po wojnie komendant więzienia radogoskiego – Walter Pelzhausen: „wobec objęcia przeze mnie kierownictwa [Radogoszcza] kierownicy z ramienia SS odeszli, a pozostała załoga została przebrana w mundury policyjne”.
Egzekucji więźniów w lesie lućmierskim dokonywali członkowie 31. batalionu policji, stacjonującego w Łodzi w latach 1939–1941.

## Po wojnie
Ze względu na doraźność funkcjonowania tego obozu, nie zachowały się żadne dokumenty, a tym bardziej oficjalne spisy więźniów. Najpełniej warunki jego funkcjonowania prezentują opublikowane wspomnienia jednego z więźniów – Stanisława Rapalskiego (wiceprezydenta Łodzi w okresie od listopada 1927 do lipca 1933 r.), które ze względu na podtytuł (Byłem w piekle. Wspomnienia z Radogoszcza) są często przez osoby bliżej nie znające relacji pomiędzy obozem w fabryce M. Glazera a więzieniem w fabryce S. Abbego, przyjmowane jako w całości dotyczące obiektu w fabryce Abbego. W rzeczywistości wspomnienia dotyczące fabryki Abbego stanowią kilka procent całej ich objętości w końcowej partii. Autor był jednym z grupy zwolnionych z fabryki Abbego w styczniu 1940 r.
Pierwsze obszerne wspomnienia z pobytu w tym obozie zamieścił w 1940 r. w konspiracyjnym periodyku „Odwet”, wydawanym na powielaczu w Tarnobrzegu przez oddział „Jędrusiów”, który w 1940 r. wszedł w skład Armii Krajowej, jego członek – Czesław Molenda, ps. „Migacz”, były więzień obozu w fabryce M. Glazera.

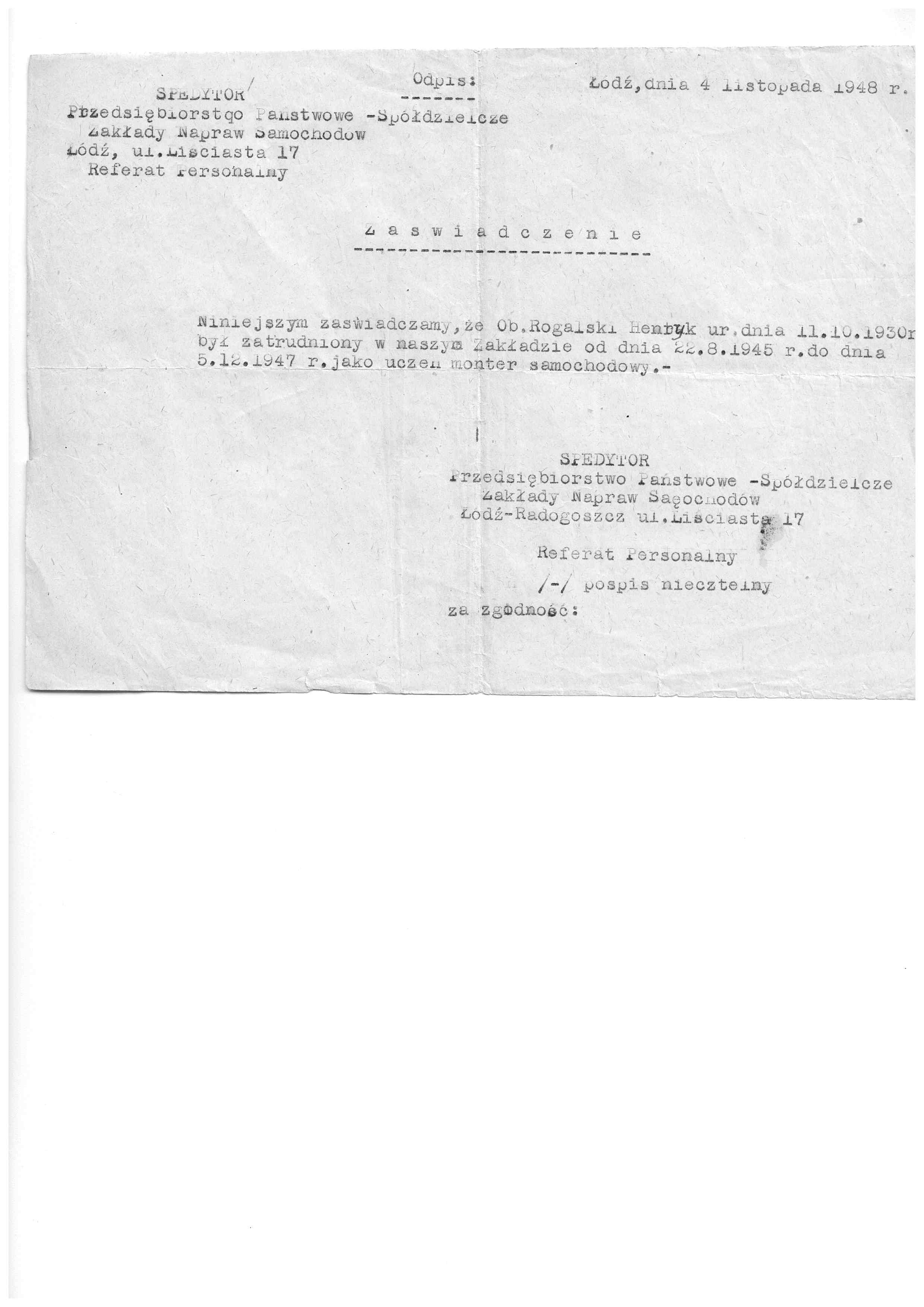
Skan świadectwa pracy z XI 1948 jednego z prac. Spółdzielczych Zakł. Motoryzacyjnych w Łodzi, które zostały pomieszczone w b. obozie przejściowym w b. f-ce Michała Glazera.

W latach 1946–1949 w zabudowaniach byłej fabryki Glazera i byłego obozu pomieszczono spółdzielczy zakład naprawczy samochodów Powszechnej Spółdzielni Spożywców „Społem” pn. „Spedytor”, a po nich fabrykę produkującą części samochodowe pod nazwą Zakładów Sprzętu Motoryzacyjnego Nr 2 w Łodzi. W 1971 r. nosiła ona nazwę Wytwórnia Sprzętu Mechanicznego „Delta” w Łodzi. W lipcu 1997 r. przekształcona w spółkę akcyjną pn. Fabryka Pierścieni Tłokowych „Fapit” SA w Łodzi, a następnie Fabryka Pierścieni Tłokowych „Prima”.
Dawne zabudowania fabryczne zostały w minionych latach wyburzone lub poważnie przebudowane przez poprzednich i aktualnych właścicieli. Nieliczne fragmenty dawnych budowli mogą już tylko wskazać pracownicy naukowi oddziału „Radogoszcz” Muzeum Tradycji Niepodległościowych w Łodzi.

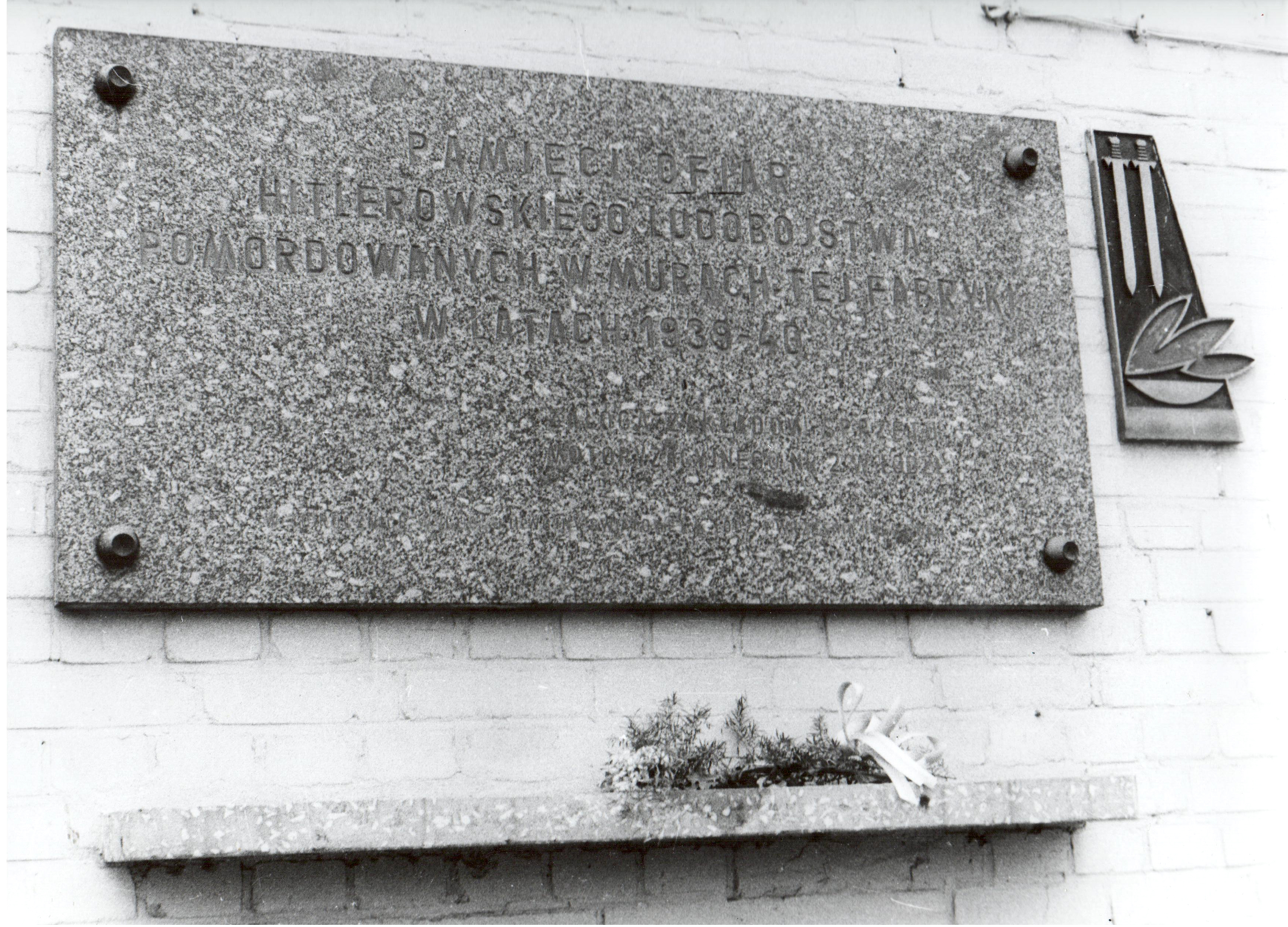
Łódź, tablica pamiątkowa b. obozu przejściowego w fabryce M. Glazera; odsłonięta 1 września 1969.

Miejsce upamiętnia tablica umieszczona na nowym fabrycznym budynku frontowym o treści:
Pamięci ofiar hitlerowskiego ludobójstwa, pomordowanych w murach tej fabryki, w latach 1939–1940. Załoga Zakładów Sprzętu Motoryzacyjnego Nr 2 w Łodzi. W 30. rocznicę wybuchu II wojny światowej. Łódź 1 września 1969 roku.
Rozporządzeniem Prezesa Rady Ministrów z 20 września 2001 r. „w sprawie określenia miejsc odosobnienia, w których były osadzone osoby narodowości polskiej lub obywatele polscy innych narodowości”, na podstawie ustawy z 24 stycznia 1991 r. „o kombatantach oraz niektórych osobach będących ofiarami represji wojennych i okresu powojennego”, więźniowie tego obozu zostali zaliczeni do grona kombatantów.
9 września 2022 Muzeum Tradycji Niepodległościowych w Łodzi opublikowało w internecie „Kartotekę b. więźniów Radogoszcza” na bazie stanu wiedzy w tym zakresie na ten dzień.